# Alexander Maes (1901)
Ne doit pas être confondu avec Alexander Maes.
Alexander Maes, né à Ekeren le 1er avril 1901 et mort à Zwijndrecht le 30 décembre 1973, est un coureur cycliste belge, professionnel de 1924 à 1933.

## Biographie
Johannes Alexander Maes est le fils de Lambertus Maes et d'Anna Maria Teunen. Pendant son enfance, lors de la Première Guerre mondiale, il était réfugié au Royaume Uni. Coureur professionnel de 1924 à 1933, il participe à la fois à des courses sur piste (Six Jours de Gand, Six Jours de Bruxelles, Prix du Salon), à des critériums (victoires à Zwijndrecht en 1927, Lebbeke et Aalter en 1928, Zottegem en 1930) et à des courses sur route. Ses principaux succès comprennent la victoire de la course Paris-Menin en 1925, le Circuit de l'Arvor en 1927, la Coupe Sels et le Grand Prix du 1er mai en 1928 ainsi que le Prix national de clôture en 1929. Membre des équipes Peugeot-Dunlop et JB Louvet, il participe également deux fois au Tour des Flandres (24e en 1926 et 28e en 1927).
Après sa carrière cycliste, il ouvre un café des sports près du Palais des sports d'Anvers.

## Palmarès
- 1925
  - Paris-Menin[3]
- 1928
  - Coupe Sels
  - Grand Prix du 1er mai
- 1929
  - Prix national de clôture
  - 3e du Grand Prix du 1er mai

## Sources
1. ↑  D. Jacobs & C. Van Elst, « De familie Maes-Teunen, oorlogsvluchtelingen tijdens de Eerste Wereldoorlog », dans : Vlaamse Stam, 2022, p. 264-273.
2. ↑  « Mémoire du Cylisme. 6 jours de Bruxelles »
3. ↑  « Mémoire du Cylisme. Paris-Menin »